# Туабсе (шхуна)
«Туабсе» или «Туапсе» — парусно-винтовая шхуна, а затем транспорт Черноморского флота Российской империи. Шхуна находилась в составе флота с 1858 по 1892 год, совершала плавания в акваториях Азовского, Чёрного и Средиземного морей, использовалась в качестве транспортного и крейсерского судна, а также как стационер в портах Кавказа, периодически принимала участие в боевых действиях против горцев. Во время русско-турецкой войны 1877—1878 годов находилась в Севастополе и в боевых действиях участия не принимала.

## Описание судна
Парусно-винтовая шхуна с деревянным корпусом водоизмещением 289 тонн. Длина судна между перпендикулярами составляла 41—41,07 метр, ширина с обшивкой — 6,48—6,5 метра, осадка носом — 2,36 метра, а осадка кормой — 3,1 метра. На шхуне была установлена одна паровая машина простого расширения мощностью 60 номинальных лошадиных сил, что составляло 164 индикаторные лошадиные силы, и один железный паровой котёл, в качестве движителя помимо парусов использовался один гребной винт. Все первоначально установленные на судне механизмы низкого давления были производства компании Humphrys & Tennat. Скорость судна могла достигать 9,5 узлов, а экипаж состоял из 53 человек.
Первоначальное артиллерийское вооружение шхуны состояло из двух 8-фунтовых карронад и двух 3-фунтовых пушек, с 1870 года — из одной 106-миллиметровой нарезной пушки и двух 3-фунтовых пушек, с 1873 года — из одной 107-миллиметровой и двух 87-миллиметровых нарезных орудий образца 1867 года.

## История службы
Парусно-винтовая шхуна была заказана Военным министерством Российской империи для нужд Отдельного кавказского корпуса и в 1857 году заложена на стапеле фирмы Augustin Normand в Гавре. 23 июля (4 августа) 1857 года шхуне было присвоено наименование «Туабсе», а 2 (14) декабря 1857 года она в недостроенном виде была передана в собственность Морского ведомства. 19 июня (1 июля) 1858 года была спущена на воду и в декабре того же года вошла в состав Черноморского флота России. В 1857 году для присмотра за постройкой шхуны во Францию был командирован лейтенант Н. Д. Скарятин, под чьим командованием в 1859 году «Туабсе» перешла из Гавра в Николаев. В кампанию того же года совершала плавания между азовскими и черноморскими портами в качестве транспортного судна.
В кампании 1860 и 1861 годов года находилась в заграничном плавании, а также совершала плавания в Чёрном море, в том числе у его восточного берега. В 1862 и 1863 годах выходила в плавания между черноморскими портами и к берегам Кавказа. При этом в 1863 году командир шхуны капитан-лейтенант Д. И. Чайковский был награждён орденом Святого Станислава II степени с императорской короной и мечами за участие в военных действиях против горцев. В кампании 1864 и 1865 годов вновь находилась в плаваниях вдоль восточных берегов Чёрного моря.
В кампанию 1866 года вновь выходила в плавания к восточным берегам Чёрного моря, а её командир, капитан-лейтенант М. Н. Кумани, был награждён серебряной медалью на георгиевско- александровской ленте за покорение Кавказа и крестом «За службу на Кавказе». В 1868 и 1869 годах находилась в плаваниях в Средиземном море в составе отряда российских судов в греческих водах, также в кампании этих лет совершала плавания в Чёрном море. В кампанию 1870 года выходила в плавания в Чёрное море, а также совершила заграничное плавание. В кампанию этого года две 6-фунтовые карронады на шхуне были заменены одной 106-миллиметровой нарезной пушкой. 
В 1871 году во время ремонта в Николаеве на шхуне была выполнена замена парового котла, после чего в кампании 1871 и следующего 1872 годов она вновь находилась в плаваниях в Средиземном море в составе отряда российских судов в греческих водах, также в кампании этих лет совершала плавания в Чёрном море. Кампанию 1873 года также находилась в заграничном плавании. В 1875 и 1876 годов вновь выходила в плавания в Чёрное море.
Во время русско-турецкой войны 1877—1878 годов шхуна была разоружена и использовалась для портовых нужд в Севастополе. После войны в кампанию 1878 года выходила в плавания в Чёрное море, при этом в кампанию этого года командир шхуны был награждён медалью в память войны с Турцией 1877—1878 годов. В кампанию 1879 года на шхуне было вновь установлено прежнее артиллерийское вооружение и она выходила в плавания в Чёрное море.
В кампанию 1880 года выходила в плавания в Чёрное море, при этом командир шхуны капитан 2-го ранга И. П. Кислинский в кампанию этого года был награждён орденом Святой Анны II степени. Во время ремонта в 1881 году на судне был установлен новый паровой котёл, после чего в течение 1881 и 1882 годов оно находилось в заграничном плавании в Средиземном море. В 1883 году находилась в плаваниях в Чёрном море. В кампании 1884 и 1885 годов помимо внутренних плаваний в Чёрном море также совершила заграничное плавание в Средиземном море. В кампанию 1887 года выходила в плавания в Азовское и Чёрное моря, а в 1888 году — только в Чёрное море.
1 (13) декабря 1892 года шхуна «Туабсе» была переквалифицирована в транспорт, однако уже 22 февраля (5 марта) 1892 года по непригодности к дальнейшей службе транспорт был отчислен к Николаевскому порту, а 19 (31) декабря 1892 года — исключён из списков судов флота.

## Командиры шхуны
Командирами парусно-винтовой шхуны «Туабсе» в составе Российского императорского флота в разное время служили:
- лейтенант Н. Д. Скарятин (1859 год)[32];
- капитан-лейтенант Н. Д. Ворожейкин (1859 год)[33];
- капитан-лейтенант Н. Л. Хадыкин (1859—1860 годы)[34];
- лейтенант, а с 1 (13) января 1862 года капитан-лейтенант Д. И. Чайковский (1860—1863 годы)[10];
- капитан-лейтенант М. Н. Кумани (1864—1867 годы)[35];
- лейтенант С. Т. Серков (с 5 (17) ноября 1868 года до 3 (15) декабря 1868 года)[36];
- капитан-лейтенант Н. А. Шевяков (1869 год)[37];
- капитан 2-го ранга, а с 1 (13) января 1870 года капитан 1-го ранга В. Н. Иванов (1869—1872 годы)[38];
- капитан 2-го ранга А. П. Лисицын (1873 год)[39];
- капитан-лейтенант, а с 1879 года капитан 2-го ранга И. П. Кислинский (с 1874 года до 23 мая (4 июня) 1881 года)[40];
- капитан-лейтенант А. И. Юнг (с 8 (20) мая 1881 года до 6 (18) октября 1882 года)[41][42];
- капитан-лейтенант П. А. Ефремов (с 9 (21) ноября 1883 года до 1885 года)[43];
- капитан 2-го ранга Н. П. Верболозов (с 18 февраля (2 марта) 1886 года до 1888 года)[44];
- капитан-лейтенант Е. В. Прокопович (1889 год)[45];
- капитан-лейтенант Г. В. Петров 4-й (1890—1892 годы)[46].